# ナナ・アクフォ＝アド
ナナ・アド・ダンクワ・アクフォ＝アド（英: Nana Addo Dankwa Akufo-Addo、[æˈkʊfoʊ ædˈoʊ] ( 音声ファイル) a-KUU-foh ad-OH、1944年3月29日 - ）は、ガーナの政治家。法務長官（2001年 - 2003年）や外相（2003年 - 2007年）を歴任後、2017年から2025年まで大統領を2期8年務めた。出生名はウィリアム・アド・ダンカー・アクフォ＝アド (William Addo Danquah Akufo-Addo) 。アドは「アドゥ」とも書かれる。
2008年、新愛国党 (NPP) から初めて大統領選挙に立候補したが、国民民主会議 (NDC) のジョン・アッタ・ミルズに敗れた。2012年に再び同党から大統領選挙に立候補したが、このときもNDCのジョン・ドラマニ・マハマに及ばなかった。みたびNPPの大統領候補に選ばれた2016年の大統領選挙で、第一回投票でマハマを破り当選を果たした（得票率53.85%）。

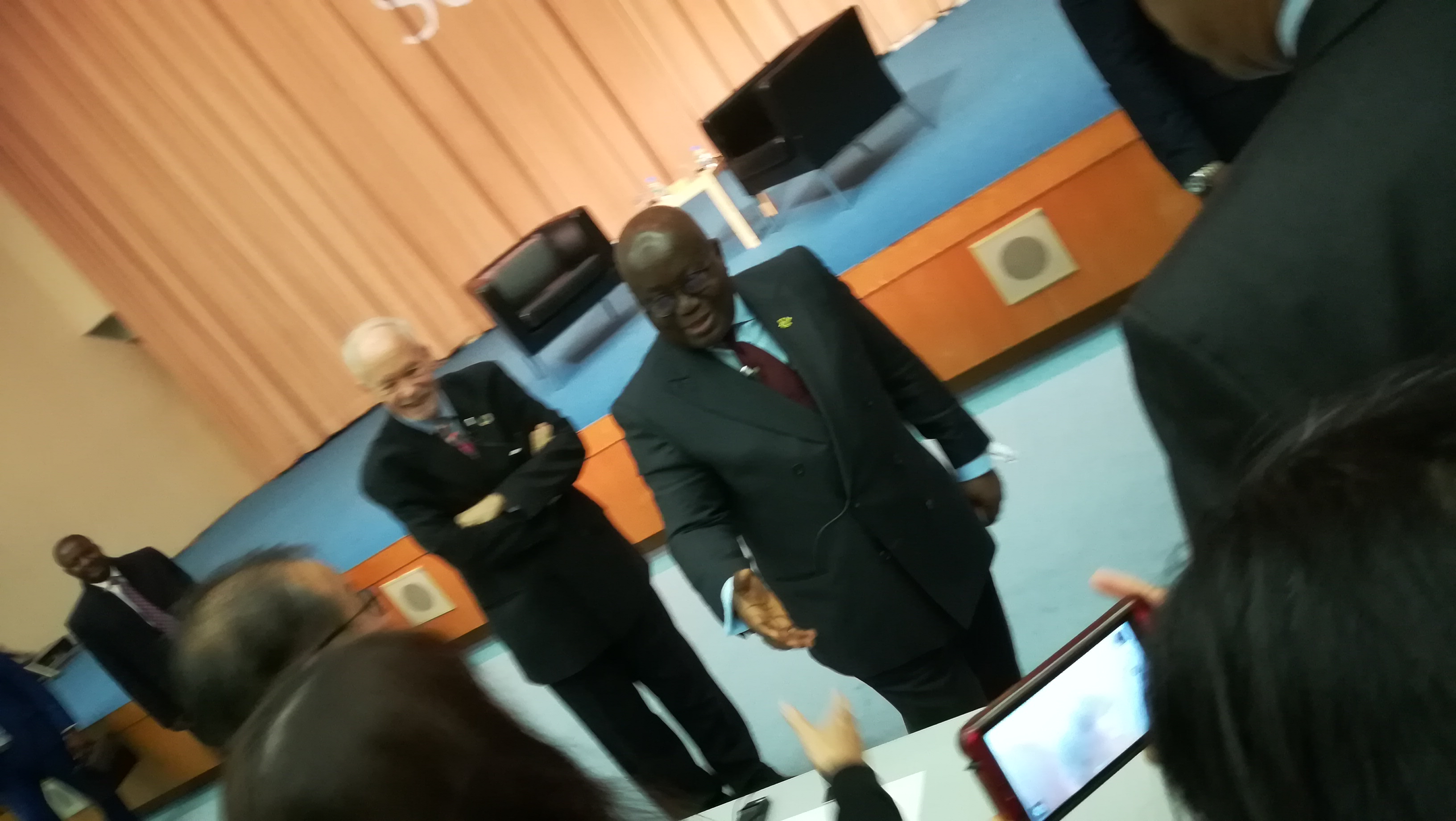
2018年12月、国連大学にて

2021年12月、大統領の三選を禁ずる憲法の規定を遵守し、2024年の次期大統領選挙に出馬しない意向を表明した。

## 経歴

### 生い立ち
父エドワード・アクフォ＝アドと母アデリーン・アクフォ＝アドの子として、アクラに生まれる。実家は政治家一族で、エドワードは1966年から1970年まで第3代最高裁判所長官を、1967年から1968年まで憲法委員会委員長を、1970年から1972年まで大統領を務めた。また、母方の祖父のナナ・サー・オフォリ・アッタはアケム・アバカ王国の国王で、ガーナ独立以前にゴールドコースト総督評議会の委員を務めた。このほか、おじに第4代国会議長のコフィ・アサンテ・オフォリ＝アッタや元外相のウィリアム・オフォリ・アッタ、大おじに「ゴールドコースト政治の長老」と称されたJ・B・ダンカーなどがいる。
アクラの国立少年学校とロウ・ロード校で学んだ後、イギリスのサセックス州にあるランシング・カレッジに入学。そこでは、あだ名で「ビリー」と呼ばれた。1962年にオックスフォード大学ニュー・カレッジ哲学・政治学・経済学課程に進学したが、まもなく中退し、ガーナに帰国。アクラ・アカデミー中学校で教えた後、1964年にガーナ大学に入学し、経済学を修めて1967年に卒業した。その後、イギリスで法律を学び、1971年7月にミドル・テンプル所属の法廷弁護士となった。1975年7月にはガーナの法廷弁護士として招聘された。アメリカの法律事務所クダート・ブラザーズのパリ支社勤務を経て、1979年にプレンペ・アンド・コーポレーションの共同創業者となった。

### 政治活動
1970年代後半に自由正義人民運動に加入し、政治活動をはじめた。これは、当時のイグナティウス・アチャンポン将軍の最高軍事評議会が提案した統一政府に反対して結成された組織である。1995年5月には変革同盟の発起人に名を連ねたが、これもまた、当時のジェリー・ローリングス大統領による人権侵害や付加価値税の導入といった新自由主義な政策に反対して結成された政治団体であった。その後、この広範な野党の連合体は、指導者をめぐる内紛で倒れた。1990年代には、人間と人民の権利に関するガーナ委員会という市民権団体も結成している。

### 大統領への道のり
1998年10月、アクフォ＝アドは2000年の大統領選挙の新愛国党予備選挙に立候補したが、ジョン・アジェクム・クフォーに敗れた。2000年12月に行われた本選挙で、アクフォ＝アドはクフォー陣営の取りまとめ役を務め、クフォーの当選に貢献した。クフォー政権下では法務長官や外務相を歴任した。
2007年に行われた新愛国党の大統領予備選挙では、アクフォ＝アドが高い人気を背景に勝利を収めた。翌年の本選挙は、アクフォ＝アドと国民民主会議 (NDC) のジョン・アッタ・ミルズ候補による大接戦となった。第一回投票ではアクフォ＝アドが49.13%の得票率で首位に立ったが、当選に必要な過半数にわずかに届かず、決選投票が行われることとなった。そこではミルズが僅差でアクフォ＝アドを下し、大統領に当選した。
2012年、アクフォ＝アドはみたび大統領選挙に立候補した。このときは、ミルズの後継者であるNDCのジョン・ドラマニ・マハマ候補が主要な対抗馬となった。大統領選挙ではマハマが勝利したが、アクフォ＝アドはこの結果に異議を唱えた。裁判所の審理はかなり紛糾したが、最終的には最高裁判所が5対4の僅差でマハマ支持の評決を下した。アクフォ＝アドは経済の安定と、国際的な信用の利益を考慮して、この評決を受け入れた。
2014年3月、アクフォ＝アドは2016年の大統領選挙に向けて、新愛国党に候補者指名を求める意向を表明した。同年10月に行われた同党の予備選挙では、アクフォ＝アドが94.35%の得票率で候補者に指名された。2014年には、南アフリカで行われる選挙のイギリス連邦監視団団長を務めた。
2016年の大統領選挙戦では経済に重点を置き、為替相場を安定させ、失業率を下げると公約した 。現職のマハマ候補は、2016年12月9日に敗北宣言を行った。得票率はアクフォ＝アドが53.83%、マハマが44.4%であった。

### 大統領
2017年1月7日、アクフォ＝アドは大統領に就任した。就任式はアクラのブラック・スター・スクエアで挙行された。就任式にはザンビアのエドガー・ルング、エジプトのアブドルファッターフ・アッ＝シーシー、シエラレオネのアーネスト・コロマ、ナイジェリアのムハンマド・ブハリなど、アフリカやヨーロッパから12人の大統領が列席した。
大統領就任式の後、アクフォ＝アドはソーシャルメディアを中心に世界から反発を受けた。それは、大統領の就任演説に過去のアメリカ大統領（ジョン・F・ケネディやビル・クリントン、ジョージ・W・ブッシュ）の就任演説や、ナイジェリアのブハリ大統領が2015年の米国平和研究所のイベントで行った演説などの一節が含まれていたためであった。この不祥事が判明すると、大統領の報道官は謝罪し、大統領府の広報部長は「完全な見落としで、決して意図的なものではない」と述べた。しかし、これ以降も、2012年の大統領選挙でガーナ最高裁がマハマ勝利の評決を下した際に、アクフォ＝アドが行った敗北宣言に盗用がみられることが発覚した。その演説には、アメリカの合衆国最高裁判所の評決をうけて、アル・ゴアが行った2000年アメリカ合衆国大統領選挙の敗北宣言の一部がそのまま盛り込まれていた。
2019年11月、アフリカへの投資フォーラムへ出席し、ガーナとコートジボワールのカカオ豆二大生産国により、豆の価格管理を進めることを発表した。「チョコレート産業は1000億ドル規模だが、農家が労働と引き換えに手にする額は60億ドルにすぎない」として各国への理解を求めた。
2020年12月7日の大統領選挙では得票率51.6％で再選され、47.4％にとどまり落選した対立候補のマハマは選挙に不正があったとの立場である。

### 国連SDGs Adovocates
2019年より国連SDGs Adovocates に任命される。任期は2020年まで。

## 人物
イースタン州キビの出身である。妻のレベッカ・アクフォ＝アド（旧姓グリフィス＝ランドルフ）は、第三共和政時代に国会議長を務めた裁判官、ジェイコブ・ハッケンバーグ・グリフィス＝ランドルフの娘。夫妻には5人の娘がいる。